# Urîtva, Kozova
Urîtva (în ucraineană Уритва) este un sat în comuna Olesîne din raionul Kozova, regiunea Ternopil, Ucraina.

## Demografie
Componența lingvistică a localității Urîtva
     Ucraineană (100%)
Conform recensământului din 2001, toată populația localității Urîtva era vorbitoare de ucraineană (100%).